# Arrade pychnomochla
Arrade pychnomochla là một loài bướm đêm trong họ Erebidae.